# کوتشوو
کوتشوو (به چکی: Kočov) یک منطقهٔ مسکونی در جمهوری چک است که در ناحیه تاخوو واقع شده‌است. کوتشوو ۱۱٫۴۶ کیلومتر مربع مساحت و ۱۹۴ نفر جمعیت دارد و ۴۶۵ متر بالاتر از سطح دریا واقع شده‌است.